# Élections législatives de 1993 en Loir-et-Cher
Les élections législatives françaises de 1993 se déroulent les 21 et 28 mars 1993. Dans le département de Loir-et-Cher, trois députés sont à élire dans le cadre de trois circonscriptions.

## Élus
| Circonscription | Député sortant                       | Parti | Parti    | Député élu ou réélu    | Parti | Parti    |
| --------------- | ------------------------------------ | ----- | -------- | ---------------------- | ----- | -------- |
| 1re             | Michel Fromet suppléant de Jack Lang |       | PS       | Jack Lang              |       | PS       |
| 2e              | Jeanny Lorgeoux                      |       | PS       | Patrice Martin-Lalande |       | RPR      |
| 3e              | Jean Desanlis                        |       | UDF (AD) | Jean Desanlis          |       | UDF (AD) |

## Résultats

### Résultats à l'échelle du département
| Parti          | Parti                                       | Premier tour | Premier tour | Second tour | Second tour | Sièges |
| Parti          | Parti                                       | Voix         | %            | Voix        | %           | Sièges |
| -------------- | ------------------------------------------- | ------------ | ------------ | ----------- | ----------- | ------ |
|                | Union pour la démocratie française          | 35 978       | 23,31        | 55 895      | 35,83       | 1      |
|                | Rassemblement pour la République            | 22 133       | 14,34        | 29 612      | 18,98       | 1      |
|                | Divers droite                               | 10 246       | 6,64         |             |             | 0      |
|                | Centre national des indépendants et paysans | 462          | 0,30         | 0           |             |        |
|                | Union pour la France                        | 68 819       | 44,58        | 85 507      | 54,81       | 2      |
|                |                                             |              |              |             |             |        |
|                | Parti socialiste                            | 41 887       | 27,13        | 70 492      | 45,19       | 1      |
|                | Alliance des Français pour le progrès       | 41 887       | 27,13        | 70 492      | 45,19       | 1      |
|                |                                             |              |              |             |             |        |
|                | Génération écologie                         | 5 590        | 3,62         |             |             | 0      |
|                | Les Verts                                   | 3 752        | 2,43         | 0           |             |        |
|                | Entente des écologistes                     | 9 342        | 6,05         |             |             | 0      |
|                |                                             |              |              |             |             |        |
|                | Front national                              | 17 877       | 11,58        |             |             | 0      |
|                | Parti communiste français                   | 11 831       | 7,66         | 0           |             |        |
|                | Le Trèfle - Les nouveaux écologistes        | 4 612        | 2,99         | 0           |             |        |
|                |                                             |              |              |             |             |        |
| Inscrits       | Inscrits                                    | 223 718      | 100,00       | 223 704     | 100,00      | 3      |
| Abstentions    | Abstentions                                 | 58 512       | 26,15        | 56 831      | 25,4        |        |
| Votants        | Votants                                     | 165 206      | 73,85        | 166 873     | 74,6        |        |
| Blancs et nuls | Blancs et nuls                              | 10 838       | 6,56         | 10 874      | 6,52        |        |
| Exprimés       | Exprimés                                    | 154 368      | 93,44        | 155 999     | 93,48       |        |

### Résultats par circonscription

#### Première circonscription (Blois)
| Candidat       | Candidat                | Parti          | Premier tour | Premier tour | Second tour | Second tour |  |
| Candidat       | Candidat                | Parti          | Voix         | %            | Voix        | %           |  |
| -------------- | ----------------------- | -------------- | ------------ | ------------ | ----------- | ----------- |  |
|                | Jacqueline Gourault     | UDF (CDS)      | 20 298       | 34,9         | 29 091      | 48,58       |  |
|                | Jack Lang sortant réélu | PS (ADFP)      | 19 991       | 34,37        | 30 790      | 51,42       |  |
|                | Paul Pelletier          | FN             | 6 342        | 10,9         |             |             |  |
|                | Jean-Louis Le Moing     | PCF            | 3 868        | 6,65         |             |             |  |
|                | Nicole Combredet        | Les Verts (EÉ) | 3 752        | 6,45         |             |             |  |
|                | Jacky Desforges         | Divers droite  | 2 079        | 3,57         |             |             |  |
|                | Paul Boghossian         | LT-LNÉ         | 1 366        | 2,35         |             |             |  |
|                | Olivier Bondois         | CNIP           | 462          | 0,79         |             |             |  |
|                |                         |                |              |              |             |             |  |
| Inscrits       | Inscrits                | Inscrits       | 82 015       | 100,00       | 82 012      | 100,00      |  |
| Abstentions    | Abstentions             | Abstentions    | 21 041       | 25,66        | 19 007      | 23,18       |  |
| Votants        | Votants                 | Votants        | 60 974       | 74,34        | 63 005      | 76,82       |  |
| Blancs et nuls | Blancs et nuls          | Blancs et nuls | 2 816        | 4,62         | 3 124       | 4,96        |  |
| Exprimés       | Exprimés                | Exprimés       | 58 158       | 95,38        | 59 881      | 95,04       |  |

#### Deuxième circonscription (Romorantin-Lanthenay)
| Candidat       | Candidat                   | Parti          | Premier tour | Premier tour | Second tour | Second tour |  |
| Candidat       | Candidat                   | Parti          | Voix         | %            | Voix        | %           |  |
| -------------- | -------------------------- | -------------- | ------------ | ------------ | ----------- | ----------- |  |
|                | Patrice Martin-Lalande élu | RPR (UPF)      | 22 133       | 44,93        | 29 612      | 57,8        |  |
|                | Jeanny Lorgeoux sortant    | PS (ADFP)      | 12 257       | 24,88        | 21 616      | 42,2        |  |
|                | Robert Binet               | FN             | 6 113        | 12,41        |             |             |  |
|                | Jean-Claude Delanoue       | PCF            | 4 354        | 8,84         |             |             |  |
|                | Roger Doire                | GÉ (EÉ)        | 2 649        | 5,38         |             |             |  |
|                | Eric Talles                | LT-LNÉ         | 1 756        | 3,56         |             |             |  |
|                |                            |                |              |              |             |             |  |
| Inscrits       | Inscrits                   | Inscrits       | 73 648       | 100,00       | 73 646      | 100,00      |  |
| Abstentions    | Abstentions                | Abstentions    | 19 411       | 26,36        | 18 877      | 25,63       |  |
| Votants        | Votants                    | Votants        | 54 237       | 73,64        | 54 769      | 74,37       |  |
| Blancs et nuls | Blancs et nuls             | Blancs et nuls | 4 975        | 9,17         | 3 541       | 6,47        |  |
| Exprimés       | Exprimés                   | Exprimés       | 49 262       | 90,83        | 51 228      | 93,53       |  |

#### Troisième circonscription (Vendôme)
| Candidat       | Candidat                    | Parti          | Premier tour | Premier tour | Second tour | Second tour |  |
| Candidat       | Candidat                    | Parti          | Voix         | %            | Voix        | %           |  |
| -------------- | --------------------------- | -------------- | ------------ | ------------ | ----------- | ----------- |  |
|                | Jean Desanlis sortant réélu | UDF (AD)       | 15 680       | 33,4         | 26 804      | 59,71       |  |
|                | Daniel Chanet               | PS (ADFP)      | 9 639        | 20,53        | 18 086      | 40,29       |  |
|                | Hubert d'Alançon            | Divers droite  | 8 167        | 17,4         |             |             |  |
|                | Aymar de Boisgrollier       | FN             | 5 422        | 11,55        |             |             |  |
|                | Jean-Jacques Mansart        | PCF            | 3 609        | 7,69         |             |             |  |
|                | Josiane Simon               | GÉ (EÉ)        | 2 941        | 6,26         |             |             |  |
|                | Andrée Chrétien             | LT-LNÉ         | 1 490        | 3,17         |             |             |  |
|                |                             |                |              |              |             |             |  |
| Inscrits       | Inscrits                    | Inscrits       | 68 055       | 100,00       | 68 046      | 100,00      |  |
| Abstentions    | Abstentions                 | Abstentions    | 18 060       | 26,54        | 18 947      | 27,84       |  |
| Votants        | Votants                     | Votants        | 49 995       | 73,46        | 49 099      | 72,16       |  |
| Blancs et nuls | Blancs et nuls              | Blancs et nuls | 3 047        | 6,09         | 4 209       | 8,57        |  |
| Exprimés       | Exprimés                    | Exprimés       | 46 948       | 93,91        | 44 890      | 91,43       |  |